# Wilhelm Camerer

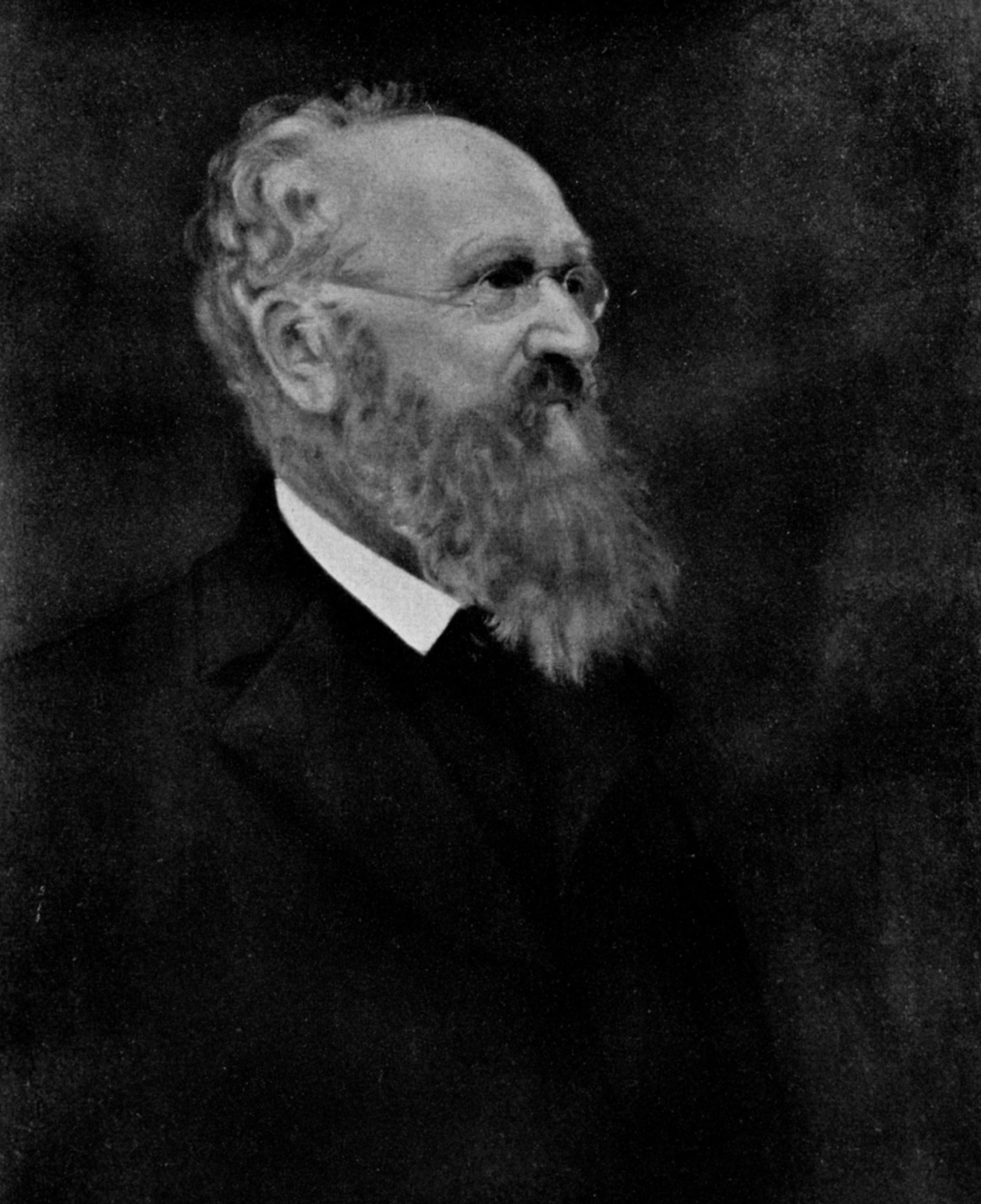
Wilhelm Camerer, Gemälde von Richard Herdtle, 1908

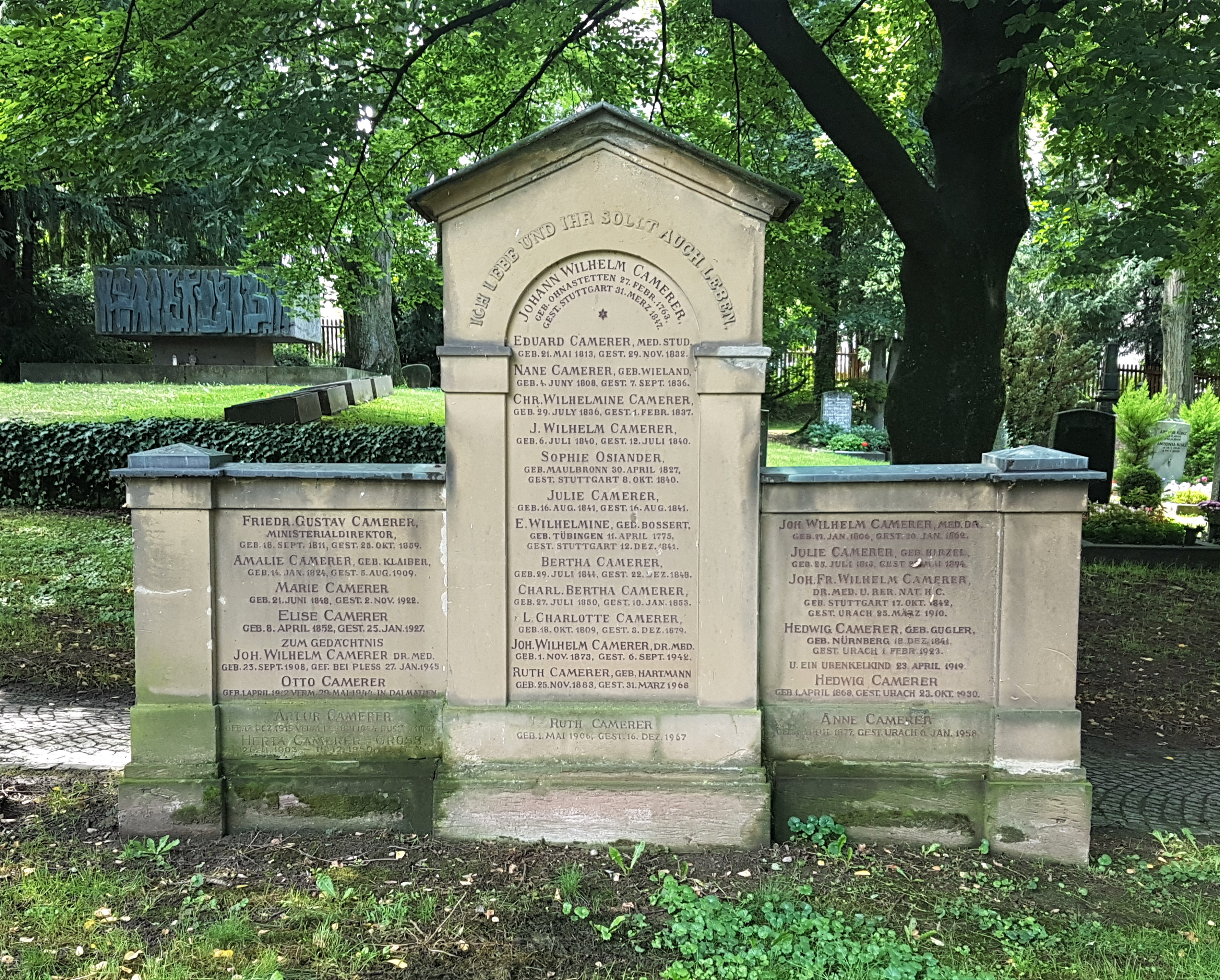
Familiengrab auf dem Fangelsbachfriedhof in Stuttgart

Johann Friedrich Wilhelm Camerer (* 17. Oktober 1842 in Stuttgart; † 25. März 1910 in Urach) war ein deutscher Arzt und Physiologe, der sich in der aufkommenden Kinderheilkunde hervortat. 

## Leben
Sein Vater, der Arzt Johann Wilhelm Camerer (1806–1862) war 1845 Gründer der Paulinenhilfe und seit 1857 Vorsteher des Katharinenhospitals Stuttgart. Ein Großvater war Johann Wilhelm Camerer; zu seinen Urahnen zählten Rudolf und Alexander Camerarius aus Tübingen. Mit seiner Frau Hedwig, der Tochter von Bernhard Gugler, hatte Wilhelm Camerer fünf Kinder.
Nachdem er 1860 mit dem Studium der Mathematik, Physik und Chemie am Polytechnikum in Stuttgart begonnen hatte, absolvierte er ab 1861 ein Studium der Medizin in Tübingen, Wien und Würzburg. Ab 1861 war er Mitglied der Burschenschaft Germania Tübingen. 1865 legte er in Tübingen das ärztliche Examen ab. Mit Karl von Vierordt entwickelte sich eine langjährige Zusammenarbeit auf dem Gebiet der Physiologie des Kindes.
Nach Teilnahme am Feldzug 1866 arbeitete er als praktischer Arzt in Crailsheim, später in Gerstetten. Nachdem er am Krieg 1870/71 als Oberarzt teilgenommen hatte, siedelte er nach Langenau bei Ulm über, von wo er als Oberamtsarzt nach Riedlingen und 1883 nach Urach kam.
Seine Experimentaluntersuchungen auf dem Gebiet der Sinnesphysiologie brachten ihn in Verbindung mit Gustav Theodor Fechner in Leipzig. Er befasste sich hauptsächlich mit der Behandlung von Stoffwechselkrankheiten und der Physiologie des Kindes. Um 1894 führte er Stoffwechseluntersuchungen am Säugling durch. Seine Untersuchungen bilden die Grundlage der heutigen natürlichen und künstlichen Säuglingsernährung.
Camerer starb 1910 in Urach. Seine letzte Ruhestätte fand er im Familiengrab auf dem Fangelsbachfriedhof in Stuttgart.

## Veröffentlichungen (Auswahl)
- Versuche über den zeitlichen Verlauf der Willensbewegung. Dissertation, 1866.
- Der Stoffwechsel des Kindes von der Geburt bis zur Beendigung des Wachstums. 1894.
- mit Ludwig Wilhelm Otto Camerer: Geschichte der Tübinger Familie Camerer von 1503–1903. Stuttgart 1903.